# Shafts
Shafts (de l'anglès, «fletxes») va ser un periòdic feminista anglès produït per Margaret Sibthorp des de 1892 fins a 1899. Inicialment va ser publicat setmanalment al preu d'un sol penic i els seus temes incloïen sufragi femení, educació de les dones, actituds radicals cap a la vivisecció, la moda dels vestits, el control de la sexualitat femenina, cura dels nens i vegetarianisme.

## Història
El primer número de Shafts va ser publicat al novembre de 1892. Va ser fundat i editat per Margaret Sibthorp i inicialment va ser finançat per un amic anònim; no obstant això, el juny de 1893 Sibthorp va començat a recórrer als lectors per obtenir suport financer.
Inicialment es va publicar setmanalment, però a causa de la manca de fons, Shafts es va convertir en una publicació mensual a partir del 1893. Sibthorp es va veure obligada a reduir la mida de les seves oficines a Londres, properes a Strand (que havia estat el lloc per a classes per a dones, cursos, conferències i reunions) fins a una sola habitació, abans de traslladar-se a casa seva al barri londinenc de West Hampstead el 1895. El 1898 la freqüència de la publicació es va desaccelerar de mensualment a bimensual, i el 1899, després d'un anunci que esdevindria trimestralment, Shafts va deixar de publicar-se per complet.
La caiguda de la publicació s'ha atribuït a la negativa de Sibthorp a seguir la fórmula informativa de la xafarderia i entreteniment de l'emergent «New Journalism», que va conduir a la pèrdua de lectors de Shafts que es van passar a altres publicacions.
Shafts es va vendre per un penic i es va dirigir a dones de classe mitjana baixa. La majoria dels corresponsals de la publicació i escriptors col·laboradors (amb Sibthorp com una notable excepció), van publicar sota pseudònims.

## Contingut
Els seus temes incloïen el sufragi femení, l'educació de les dones, actituds «radicals» cap a la vivisecció, la moda dels vestits, el control femení de la seva sexualitat, l'atenció infantil i el vegetarianisme. Va publicar crítiques literàries, incloent obres sobre personatges de Shakespeare, poesia feminista i recomanacions de llibres per a dones joves. Sibthorp era membre de la Societat Teosòfica, i això es va reflectir a Shafts amb una àmplia cobertura de temes ocults i psíquics. Tal com va assenyalar Claudia Nelson en el seu llibre Homes invisibles, Shafts «va oferir un petit reportatge factual» i, en bona part, consistien en peces d'opinió, columnes de correspondència, relats curts i poesia.
En un editorial d'agost de 1893, Sibthorp va declarar que l'objectiu de Shafts era promoure el coneixement entre les dones: «que les dones primer han de conèixer totes les coses, també poden jutjar un mal, o qualsevol remei proposat per a un mal». Els articles i editorials van animar a les dones a perseguir «una educació que pugui emancipar-les dels supòsits patriarcals». Kate Flint assenyala al seu llibre The Woman Reader, 1837-1914, que Shafts va ser una de les poques publicacions feministes en el moment que va promoure l'ascens dels drets de les dones a través de l'educació en dominis tradicionalment masculins, més que no pas per la protecció i el control.
La portada de Shafts representava a una dona amb un arc que disparava una fletxa (en anglès, Shafts), amb la seva punta etiquetada amb les paraules «saviesa», «veritat» i «justícia».